# Todtmooser Wasserfall
Der Todtmooser Wasserfall ist ein kaskadenartiger Wasserfall von insgesamt 34 Metern Höhe, den der Rüttebach im oberen Wehratal zwischen den Todtmooser Ortsteilen Rütte und Hintertodtmoos bildet.
In ihnen überwindet der Bach eine während der kaltzeitlichen Vergletscherungen des Schwarzwaldes gebildete Talstufe.

## Beschreibung
Der Rüttebach ist der rechte und nördliche der beiden Hauptquelläste der Wehra. Er übertrifft den anderen Quellast, die Hohwehra, an Wasserführung um gut das Vierfache, ist also der eigentliche Oberlauf der Wehra. Ab Vordertodtmoos fließt die Wehra südwärts durch das Wehratal zum Hochrhein. Der Ursprung des Rüttebachs liegt am Rotkreuz zwischen dem Hochkopf und dem Hochtal von Bernau. Über eine kleinere Gefällestufe, ebenfalls mit einem Wasserfall, erreicht er zunächst den kleinen Talkessel des Todtmooser Ortsteils Rütte. An der dann folgenden Talstufe bildet er die Todtmooser Wasserfälle, die mit einer Doppelstufe beginnen und dann aus zwei Gleitfällen von je etwa 8 Metern Höhe bestehen.
Seit 1986 ist der Wasserfall als flächenhaftes Naturdenkmal wegen Seltenheit nach Gestalt, Größe und Standort im Ortsbereich ausgewiesen.
Der Wasserfall ist leicht zugänglich von einem Parkplatz an der L 146 (Todtmoos – Bernau) und ist durch einen gesicherten Steg erschlossen. Auch der Genießerpfad Todtmooser Lebküchlerweg führt am Wasserfall vorbei.